# Ehretioideae
Ehretioideae es una subfamilia de plantas de flores perteneciente a la familia Boraginaceae que tiene 11 géneros.

## Géneros
Bourreria - Cortesia - Ehretia - Halgania - Ixorhea - Lepidocordia - Menais - Patagonula - Rochefortia - Rotula - Tiquilia Pers.